# Brat (filme)
Brat (do russo 'Irmão') é um filme neo-noir russo de 1997, escrito e dirigido por Aleksei Balabanov e protagonizado por Sergei Bodrov Jr., no papel de Danila Bagrov. 
Brat foi exibido na seção Un Certain Regard do Festival de Cannes de 1997 e teve uma sequência, "Brat 2" (2000).

## Sinopse
Desmobilizado do exército russo, após a Primeira Guerra da Chechênia (1994–1996), Danila Bagrov volta a sua cidade natal e, por insistência da mãe, vai a São Petersburgo encontrar-se com o irmão, Viktor, em busca de ajuda para encontrar emprego. Lá descobre que o irmão trabalha para a máfia russa e se vê, ele próprio, empurrado para a criminalidade, usando seus conhecimentos militares para praticar crimes, servindo aos interesses da máfia.

## Elenco
- Sergei Bodrov Jr. – Danila Bagrov
- Viktor Sukhorukov – Viktor Bagrov
- Svetlana Pismichenko – Sveta
- Mariya Zhukova – Kat
- Yuri Kuznetsov – "The German" Hoffman
- Irina Rakshina - Zinka
- Sergei Murzin – Roundhead
- Andrey Fyodortsov – Stepan
- Igor Shibanov – Militiaman

O filme também inclui várias aparições de vários músicos de rock russos, incluindo:
- Vyacheslav Butusov e outros membros da banda Nautilus Pompilius
- Sergey Chigrakov
- Nastya Poleva
- Membros da banda Aquarium
- Membros da banda Kolibri